# Diretiva de Proteção Temporária
A Diretiva de Proteção Temporária (DPT; Diretiva do Conselho 2001/55/CE) é uma diretiva da União Europeia de 2001 que prevê a proteção imediata e temporária para pessoas deslocadas de fora da fronteira externa da União, destinada a ser usada somente em circunstâncias muito excecionais quando o sistema de asilo tiver problemas para lidar com um "influxo em massa" de refugiados. Foi introduzida após as Guerras Jugoslavas, mas nunca havia sido usada até 2022. Quando invocada, exige que os estados-membros da UE aceitem refugiados alocados com base na sua capacidade de acolhê-los, seguindo um princípio de solidariedade e um "equilíbrio de esforços" entre os estados-membros.
Em 3 de março de 2022, em resposta à crise extraordinária de refugiados causada pela Invasão Russa da Ucrânia de 2022, os ministros da UE concordaram por unanimidade em invocar a Diretiva de Proteção Temporária pela primeira vez na sua história.

## Origens
A diretiva foi aprovada em 2001 após as Guerras Jugoslavas. A diretiva está em vigor desde 7 de agosto de 2001, mas nunca havia sido invocada até 2022.

## Detalhes
A Diretiva de Proteção Temporária visa harmonizar as políticas da União Europeia em relação às pessoas deslocadas e aumentar a solidariedade e a colaboração entre os estados-membros numa crise de refugiados. A diretiva estabelece procedimentos para acionar e encerrar a proteção temporária, direitos das pessoas sob proteção temporária e disposições especiais para categorias específicas de pessoas (sobreviventes de trauma, menores desacompanhados e potenciais ameaças à segurança).
A proteção temporária, distinta do asilo, pode durar até três anos, dependendo das circunstâncias. As pessoas sob proteção temporária podem obter uma Autorização de Residência (AR) sem a regular burocracia obrigatória normalmente associada ao pedido de asilo. Estão autorizados a trabalhar e a aceder à segurança social e têm direito a proteção em toda a UE. As crianças devem ter acesso à educação da mesma forma que os residentes da UE.
Para invocar a diretiva, a Comissão Europeia deve primeiro fazer uma proposta aos estados-membros, e uma maioria qualificada do Conselho da União Europeia (geralmente pelo menos 55% dos países da UE, representando pelo menos 65% da população total da união) precisa de votar a favor. A diretiva destina-se a ser invocada em caso de um extraordinário "influxo maciço" de refugiados; a definição de extraordinário "influxo em massa" foi intencionalmente deixada vaga e deve ser definida caso a caso, a fim de permitir flexibilidade na sua aplicação.
Quando invocada, a diretiva obriga todos os estados-membros (exceto a Dinamarca, que tem uma cláusula de exclusão, derrogação (opt-out) nesta legislação) a aceitar refugiados, emitir Autorizações de Residência (AR), minimizar a habitual burocracia obrigatória e tomar outras medidas para ajudar as pessoas deslocadas. Os refugiados devem ser distribuídos entre os estados-membros de forma voluntária, com base na capacidade dos estados-membros de acolhê-los.
A diretiva originalmente não se aplicava à Irlanda devido à sua cláusula de exclusão, mas em 11 de abril de 2003, o governo irlandês declarou o seu desejo de participar, o que foi aceite pela Comissão Europeia. No entanto, até 2016, o governo irlandês ainda não tinha transposto a diretiva.

## Crise de refugiados de 2022
Em março de 2022, o Conselho da União Europeia invocou a Diretiva de Proteção Temporária pela primeira vez na sua história, em resposta à crise de refugiados causada pela Invasão Russa da Ucrânia. A Comissão Europeia propôs invocar a diretiva a 2 de março de 2022, e os ministros da UE concordaram por unanimidade em invocá-la a 3 de março. A decisão foi unânime apesar do ministro húngaro Gergely Gulyás ter manifestado oposição horas antes da decisão. O Conselho ativou formalmente a diretiva a 4 de março de 2022.
A Comissão Europeia publicou diretrizes sobre como os estados-membros devem implementar a diretiva à luz da crise, e os estados-membros individuais anunciaram requisitos específicos sobre como os refugiados podem solicitar o estatuto (status) de proteção. Foi relatado que a diretiva incluiria "nacionais não ucranianos e apátridas que residam legalmente na Ucrânia", se eles não puderem retornar aos seus países de origem. Embora a Dinamarca não esteja vinculada à DPT, as autoridades dinamarquesas anunciaram uma "lei com um estatuto especial" semelhante para os refugiados ucranianos.
O blog jurídico Lawfare disse ser surpreendente que a decisão do Conselho tenha sido unânime, apontando que a Hungria e a Polónia se opuseram a medidas de partilha de encargos durante a crise de refugiados de 2015. Lawfare disse que o apoio destes países para invocar a DPT em 2022 foi provavelmente impulsionado pela "simpatia popular pelos ucranianos e pelo espetro de uma maior expansão russa para oeste".

## Outras propostas de uso ou revogação
O possível uso da diretiva foi ocasionalmente discutido ao longo dos anos desde que foi aprovada.
Em 2011, a UE recebeu mais de 300.000 refugiados, em parte devido à Primeira Guerra Civil Líbia. Os governos italiano e maltês defenderam o uso da Diretiva de Proteção Temporária, e a Comissão Europeia discutiu a possibilidade de a invocar para lidar com a tensão entre a Itália e a França sobre as suas diferentes políticas de refugiados. No entanto, a diretiva não foi invocada, em parte devido à oposição do governo alemão.
Durante a Crise europeia de refugiados de 2015, o ACNUR, alguns membros do Parlamento Europeu e ativistas pediram que a diretiva fosse invocada.
O responsável pela política externa da UE, Josep Borrell, discutiu a possibilidade de invocar a diretiva em 2021 para ajudar os refugiados afegãos após a retirada dos militares dos Estados Unidos do Afeganistão.
Houve discussão sobre a diretiva no contexto dos refugiados climáticos, mas acredita-se que nunca seria aplicável devido à natureza gradual das alterações climáticas.

### Possibilidade de revogação
Em 2020, uma proposta de Regulamento afirmou que a Diretiva de Proteção Temporária "já não responde à realidade atual dos estados-membros" e deve ser revogada.
John Koo, professor de direito da UE na Universidade de South Bank de Londres, argumentou que a diretiva não beneficia nem os estados-membros da UE nem os próprios refugiados, e que os seus mecanismos contêm problemas.